# Marcillé (Deux-Sèvres)
Marcillé est une commune nouvelle française résultant le 1er janvier 2019 de la fusion des communes du Pouffonds et de Saint-Génard, située dans le département des Deux-Sèvres, en région Nouvelle-Aquitaine.

## Géographie

### Climat
Pour des articles plus généraux, voir Climat de la Nouvelle-Aquitaine et Climat des Deux-Sèvres.
Historiquement, la commune est exposée à un climat océanique du nord-ouest.  
En 2020, Météo-France publie une typologie des climats de la France métropolitaine dans laquelle la commune est exposée à un climat océanique et est dans la région climatique Poitou-Charentes, caractérisée par un bon ensoleillement, particulièrement en été et des vents modérés.
Pour la période 1971-2000, la température annuelle moyenne est de 12 °C, avec une amplitude thermique annuelle de 14,9 °C. Le cumul annuel moyen de précipitations est de 871 mm, avec 12,5 jours de précipitations en janvier et 6,9 jours en juillet. Pour la période 1991-2020, la température moyenne annuelle observée sur la station météorologique la plus proche, située sur la commune de Melle à 5 km à vol d'oiseau, est de 12,7 °C et le cumul annuel moyen de précipitations est de 902,7 mm,. Pour l'avenir, les paramètres climatiques de la commune estimés pour 2050 selon différents scénarios d’émission de gaz à effet de serre sont consultables sur un site dédié publié par Météo-France en novembre 2022.

## Urbanisme

### Typologie
Au 1er janvier 2024, Marcillé est catégorisée commune rurale à habitat dispersé, selon la nouvelle grille communale de densité à sept niveaux définie par l'Insee en 2022.
Elle est située hors unité urbaine. Par ailleurs la commune fait partie de l'aire d'attraction de Melle, dont elle est une commune de la couronne,. Cette aire, qui regroupe 6 communes, est catégorisée dans les aires de moins de 50 000 habitants,.

### Risques majeurs
Le territoire de la commune de Marcillé est vulnérable à différents aléas naturels : météorologiques (tempête, orage, neige, grand froid, canicule ou sécheresse), mouvements de terrains et séisme (sismicité modérée). Il est également exposé à un risque technologique,  et  le risque industriel. Un site publié par le BRGM permet d'évaluer simplement et rapidement les risques d'un bien localisé soit par son adresse soit par le numéro de sa parcelle.

#### Risques naturels

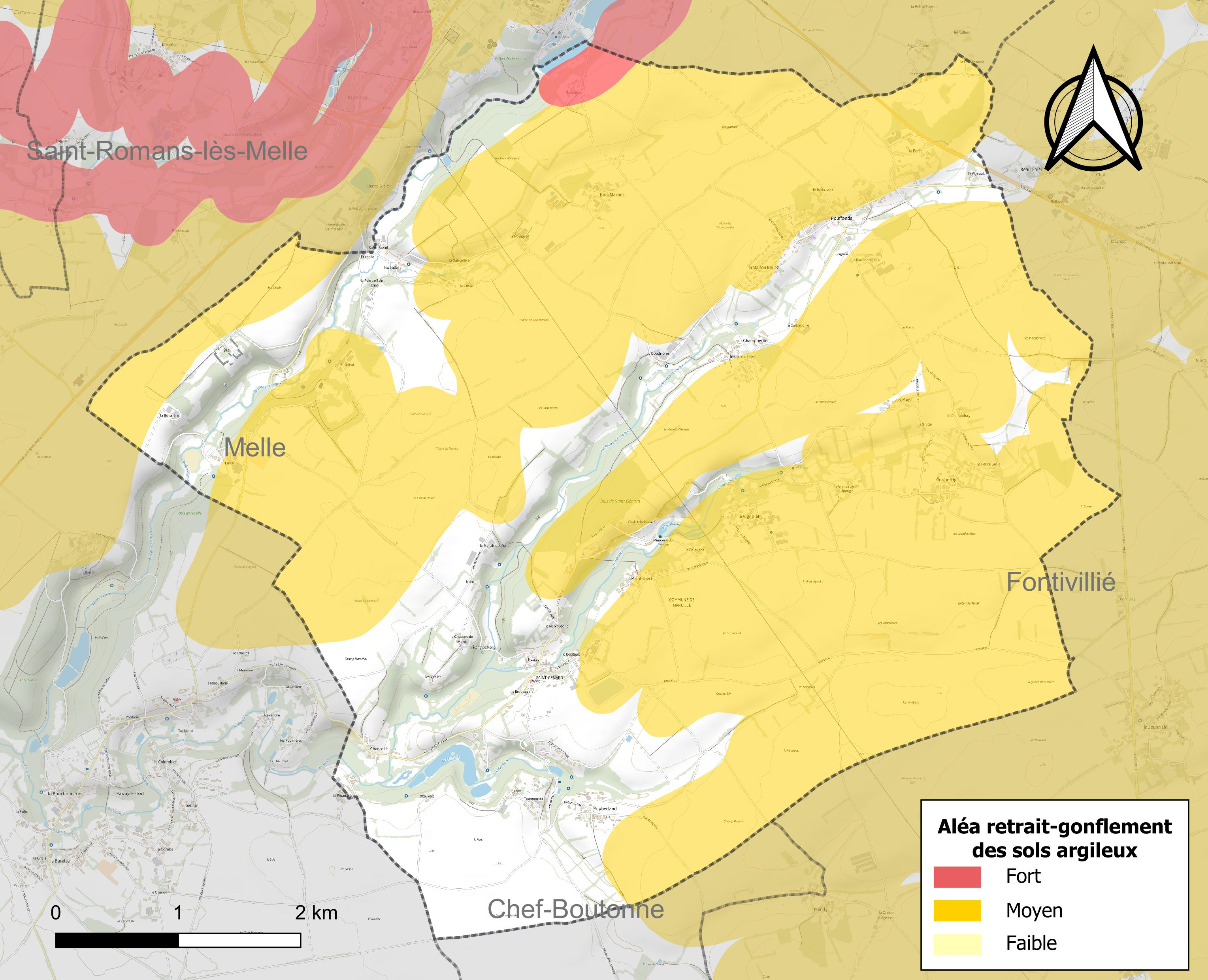
Carte des zones d'aléa retrait-gonflement des sols argileux de Marcillé.

Les mouvements de terrains susceptibles de se produire sur la commune sont des tassements différentiels. Le retrait-gonflement des sols argileux est susceptible d'engendrer des dommages importants aux bâtiments en cas d’alternance de périodes de sécheresse et de pluie. 70,7 % de la superficie communale est en aléa moyen ou fort (54,9 % au niveau départemental et 48,5 % au niveau national). Depuis le 1er octobre 2020, en application de la loi ELAN, différentes contraintes s'imposent aux vendeurs, maîtres d'ouvrages ou constructeurs de biens situés dans une zone classée en aléa moyen ou fort,.
La commune a été reconnue en état de catastrophe naturelle au titre des dommages causés par les inondations et coulées de boue survenues en 1982, 1999 et 2010, par la sécheresse en 2009 et par des mouvements de terrain en 1999 et 2010.

#### Risque technologique
La commune est exposée au risque industriel du fait de son appartenance au plan de prévention des risques technologiques (PPRT) du site Rhodia Opérations sur la commune de Melle approuvé le 25 février 2013,.

## Histoire
La commune est créée au 1er janvier 2019 par un arrêté préfectoral du 6 juillet 2018 par regroupement des communes de Pouffonds et de Saint-Génard.

## Politique et administration

### Liste des maires
| Période      | Période  | Identité     | Étiquette | Qualité |
| ------------ | -------- | ------------ | --------- | ------- |
| janvier 2019 | En cours | Éric Bernard |           |         |

### Communes déléguées
| Nom                  | Code Insee | Intercommunalité     | Superficie (km2) | Population (dernière pop. légale) | Densité (hab./km2) |
| -------------------- | ---------- | -------------------- | ---------------- | --------------------------------- | ------------------ |
| Saint-Génard (siège) | 79251      | CC Mellois en Poitou | 11,07            | 355 (2016)                        | 32                 |
| Pouffonds            | 79214      | CC Mellois en Poitou | 7,15             | 413 (2016)                        | 58                 |